# 今井賢司
今井 賢司（いまい けんじ、1950年2月13日 - ）は、日本の実業家。株式会社極洋代表取締役社長・同社代表取締役会長を務めた。

## 人物・経歴
千葉県出身。1972年東京水産大学（現東京海洋大学）水産学部製造学科卒業。同期に元東洋水産社長で現極洋取締役の小畑一雄がいる。同年、極洋入社。大阪支社次長、仙台支社長、大阪支社長等を経て、2006年取締役に昇格。2008年常務取締役。2010年専務取締役。2014年代表取締役専務。2016年から代表取締役社長を務め、新工場の整備や後継者育成にあたった。同年大日本水産会水産功績者選出。2018年極洋代表取締役会長。2020年退任。